# The Voice : La Plus Belle Voix
The Voice : La Plus Belle Voix (en español: La Voz : La Voz Más Hermosa) es un concurso de talentos francés basado en el formato The Voice, originado en los Países Bajos y parte de la franquicia internacional The Voice, creada por el productor de televisión neerlandés John de Mol. 
El programa está producido por Tristan Carné, Franck Broqua y Didier Froehly, y se emite en TF1 desde el 25 de febrero de 2012. Es la segunda vez que el formato se produce en francés después de la versión belga The Voice Belgique.
Una de las premisas importantes del espectáculo es la calidad del talento cantante. Cuatro entrenadores, ellos mismos artistas populares, entrenan a los talentos de su equipo y ocasionalmente actúan con ellos. Los talentos se seleccionan en audiciones a ciegas, donde los entrenadores no pueden ver, solo escuchar al concursante en la audición.
El panel original presentaba a Florent Pagny, Jenifer, Louis Bertignac y Garou; el panel de la actual decimocuarta temporada presenta a Pagny, Zaz, Vianney y Patricia Kaas. Otros entrenadores que han aparecido en temporadas anteriores incluyen Mika, Zazie, Matt Pokora, Pascal Obispo, Soprano, Julien Clerc, Amel Bent, Marc Lavoine, Lara Fabian y Bigflo & Oli. Nolwenn Leroy Se desempeñó como entrenador para los concursantes de Comeback Stage en la undécima temporada. Camille Lellouche fue la diligencia de regreso de la decimotercera temporada. The Voice Kids El entrenador Patrick Fiori participó como entrenador en el formato All Stars del programa.
La versión francesa, presentada por Nikos Aliagas desde 2012 y Karine Ferri de 2013 a 2021, es la más vista en Europa. Desde 2017, ITV Studios France se ha adjudicado los derechos de producción.

## Formato
La serie consta de tres fases: una audición a ciegas, una fase de batalla y espectáculos en vivo. Cuatro jueces/entrenadores, todos artistas destacados, eligen equipos de concursantes a través de un proceso de audición a ciegas. Cada juez tiene la duración de la actuación del audicionista (aproximadamente un minuto) para decidir si quiere a ese cantante en su equipo; Si dos o más jueces quieren al mismo cantante (como sucede con frecuencia), el cantante tiene la elección final del entrenador.
Se le da otro giro al espectáculo: el bloque. Además del gran botón rojo, cada entrenador tiene otros 3 botones que tienen el nombre del otro entrenador. Si el entrenador quiere un artista pero no quiere que un entrenador rival obtenga ese artista, puede presionar el botón con el nombre del entrenador que desea bloquear, automáticamente bloqueará a los otros entrenadores y hará girar la silla. Si el entrenador bloqueado decide darse la vuelta, toda la iluminación de su silla permanecerá roja, el texto "JE VOUS VEUX" debajo de la silla no aparecerá y la pantalla LED hacia él dirá "BLOQUE", no el nombre del entrenador. En la temporada 12, puedes bloquear a otro entrenador en cualquier momento, incluso durante su lanzamiento. Cuando un entrenador es bloqueado, su silla gira hacia atrás.
Cada equipo de cantantes es asesorado y desarrollado por su respectivo entrenador. En la segunda etapa, llamada fase de batalla, los entrenadores hacen que dos de los miembros de su equipo luchen entre sí directamente cantando la misma canción juntos, y el entrenador elige qué miembro del equipo avanzará de cada una de las cuatro "batallas" individuales a la primera ronda en vivo. Dentro de esa primera ronda en vivo, los actos supervivientes de cada equipo vuelven a competir cara a cara, con una combinación de votos del público y del jurado que decide quién avanza a la siguiente ronda.
En la fase final, los concursantes restantes (top 8) compiten entre sí en transmisiones en vivo. La audiencia televisiva y los entrenadores tienen la misma opinión 50/50 a la hora de decidir quién pasa a las cuatro fases finales. Con un miembro del equipo restante para cada entrenador, los últimos 4 concursantes compiten entre sí en la final y el resultado se decide únicamente por votación pública.

## Desarrollo, producción y comercialización
A finales de 2011, la productora francesa Shine France compró el formato y las grandes cadenas de televisión nacionales, incluidas TF1 y M6, expresó interés. TF1 finalmente ganó el contrato y el formato se emitió en 2012 como reemplazo de la serie Star Academy (Francia Star Academy) de larga duración.

## Ganadores y entrenadores ganadores
- La primera temporada la ganó Stéphan Rizon, concursante de Equipo Florent.
- La segunda temporada la ganó Yoann Fréget, un concursante del Equipo Garou.
- La tercera temporada fue ganada por Kendji Girac, un concursante del Equipo Mika.
- La cuarta temporada la ganó Lilian Renaud, una concursante del equipo Zazie.
- La quinta temporada la ganó Slimane Nebchi, un concursante del Equipo Florent.
- La sexta temporada la ganó Lisandro Cuxi, un concursante del equipo Matt.
- La séptima temporada la ganó Maëlle Pistoia, una concursante del Equipo Zazie.
- La octava temporada la ganó Whitney Marin, una concursante del Equipo Mika.
- La novena temporada la ganó Abi Bernadoth, un concursante del Equipo Pascal.
- La décima temporada la ganó Marghe Davico, concursante del Team Florent.
- La temporada de todas las estrellas la ganó Anne Sila, una concursante del Equipo Florent.
- La undécima temporada la ganó Nour Brousse, concursante del Team Florent.
- La duodécima temporada la ganó Aurélien Vivos, concursante del Team Zazie.
- La decimotercera temporada la ganó Alphonse, un concursante del Equipo Zazie.

## Entrenadores y anfitriones

### Coaches
| Temporada       | Temporada | Temporada | Temporada | Temporada | Temporada | Temporada | Temporada | Temporada | Temporada | Temporada | Temporada | Temporada | Temporada | Temporada |
| Coach           | 1         | 2         | 3         | 4         | 5         | 6         | 7         | 8         | 9         | 10        | 11        | 12        | 13        | 14        |
| --------------- | --------- | --------- | --------- | --------- | --------- | --------- | --------- | --------- | --------- | --------- | --------- | --------- | --------- | --------- |
| Florent Pagny   |           |           |           |           |           |           |           |           |           |           |           |           |           |           |
| Jenifer         |           |           |           |           |           |           |           |           |           |           |           |           | [ 5 ]     |           |
| Garou           |           |           |           |           |           |           |           |           |           |           |           |           |           |           |
| Louis Bertignac |           |           |           |           |           |           |           |           |           |           |           |           |           |           |
| Mika            |           |           |           |           |           |           |           |           |           |           |           | [ 6 ]     |           |           |
| Zazie           |           |           |           |           |           |           |           |           |           |           |           |           |           |           |
| Matt Pokora     |           |           |           |           |           |           |           |           |           |           |           |           |           |           |
| Pascal Obispo   |           |           |           |           |           |           |           |           |           |           |           |           |           |           |
| Soprano         |           |           |           |           |           |           |           |           |           |           |           |           |           |           |
| Julien Clerc    |           |           |           |           |           |           |           |           |           |           |           |           |           |           |
| Amel Bent       |           |           |           |           |           |           |           |           |           |           |           |           |           |           |
| Marc Lavoine    |           |           |           |           |           |           |           |           |           |           |           |           |           |           |
| Lara Fabian     |           |           |           |           |           |           |           |           |           |           |           |           |           |           |
| Vianney         |           |           |           |           |           |           |           |           |           |           |           |           |           |           |
| Bigflo & Oli    |           |           |           |           |           |           |           |           |           |           |           |           |           |           |
| Patricia Kaas   |           |           |           |           |           |           |           |           |           |           |           |           |           |           |
| Zaz             |           |           |           |           |           |           |           |           |           |           |           |           |           |           |

Galería de entrenadores
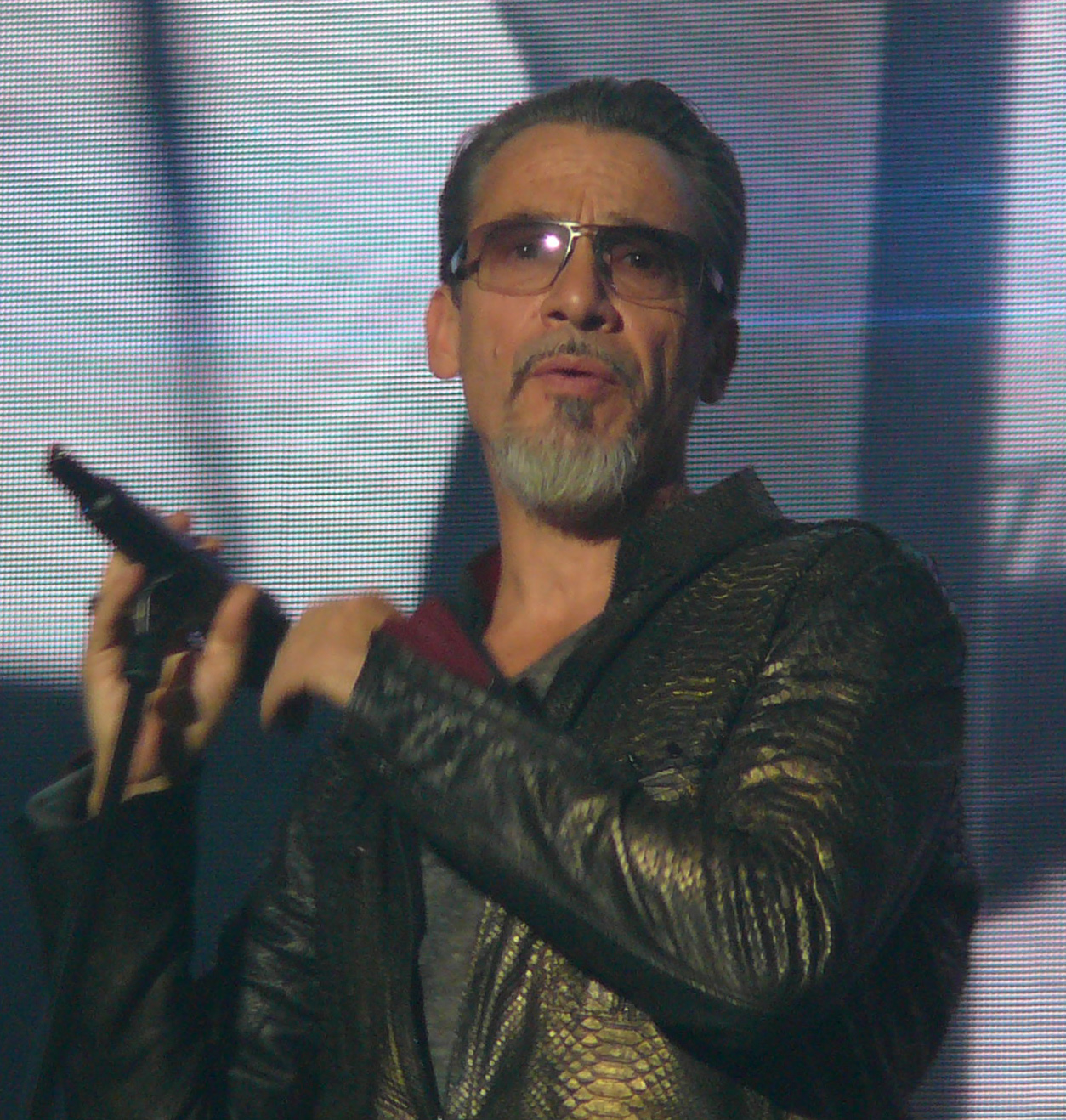
Florent Pagny (2012–2018, 2021–2022, 2025–presente)
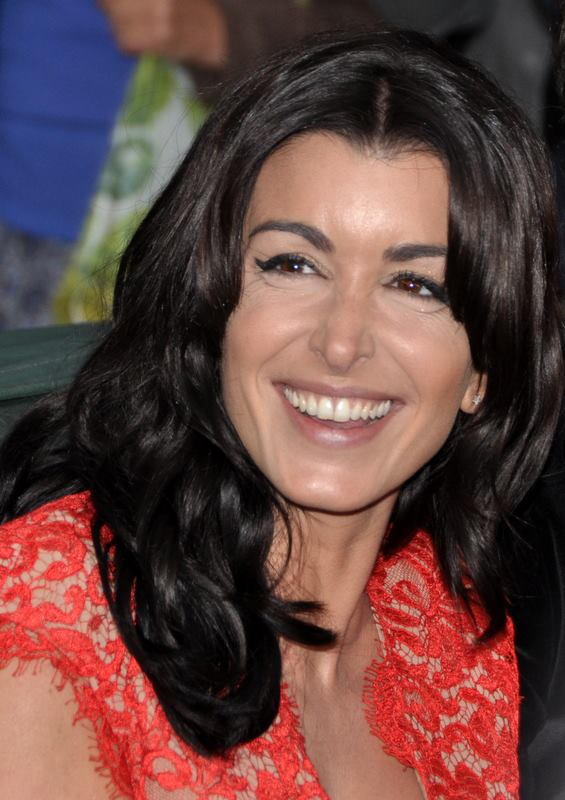
Jenifer (2012–2015, 2019)
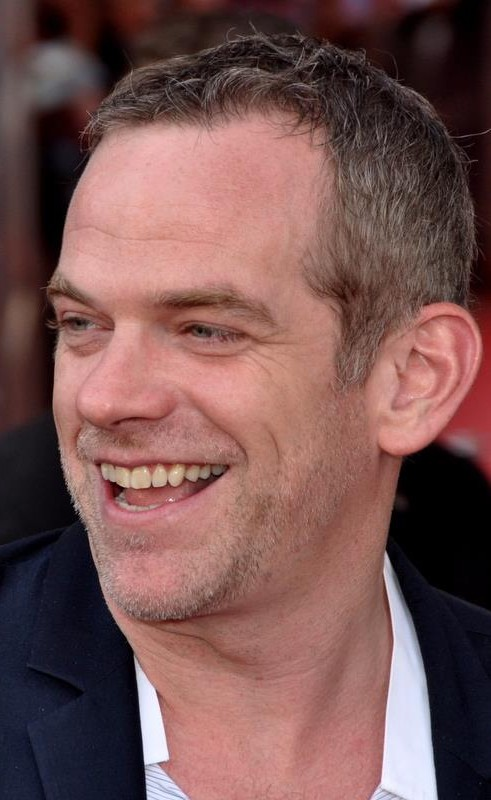
Garou (2012–2014, 2016)
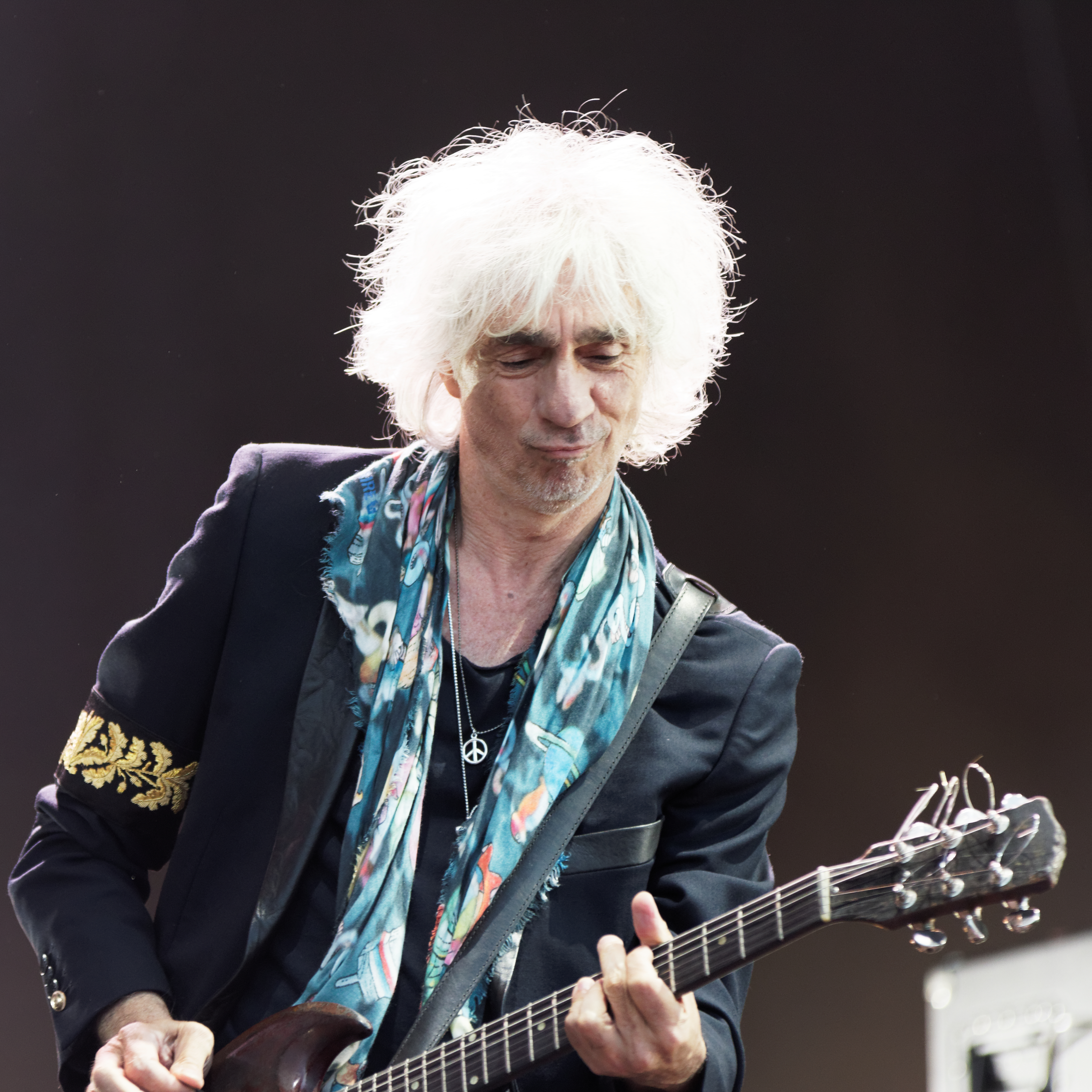
Louis Bertignac (2012–2013)
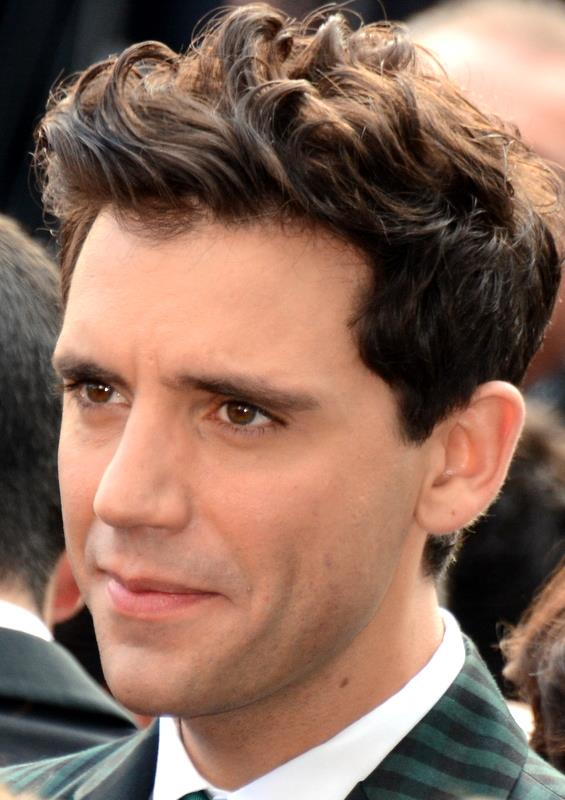
Mika (2014–2019, 2021, 2024)
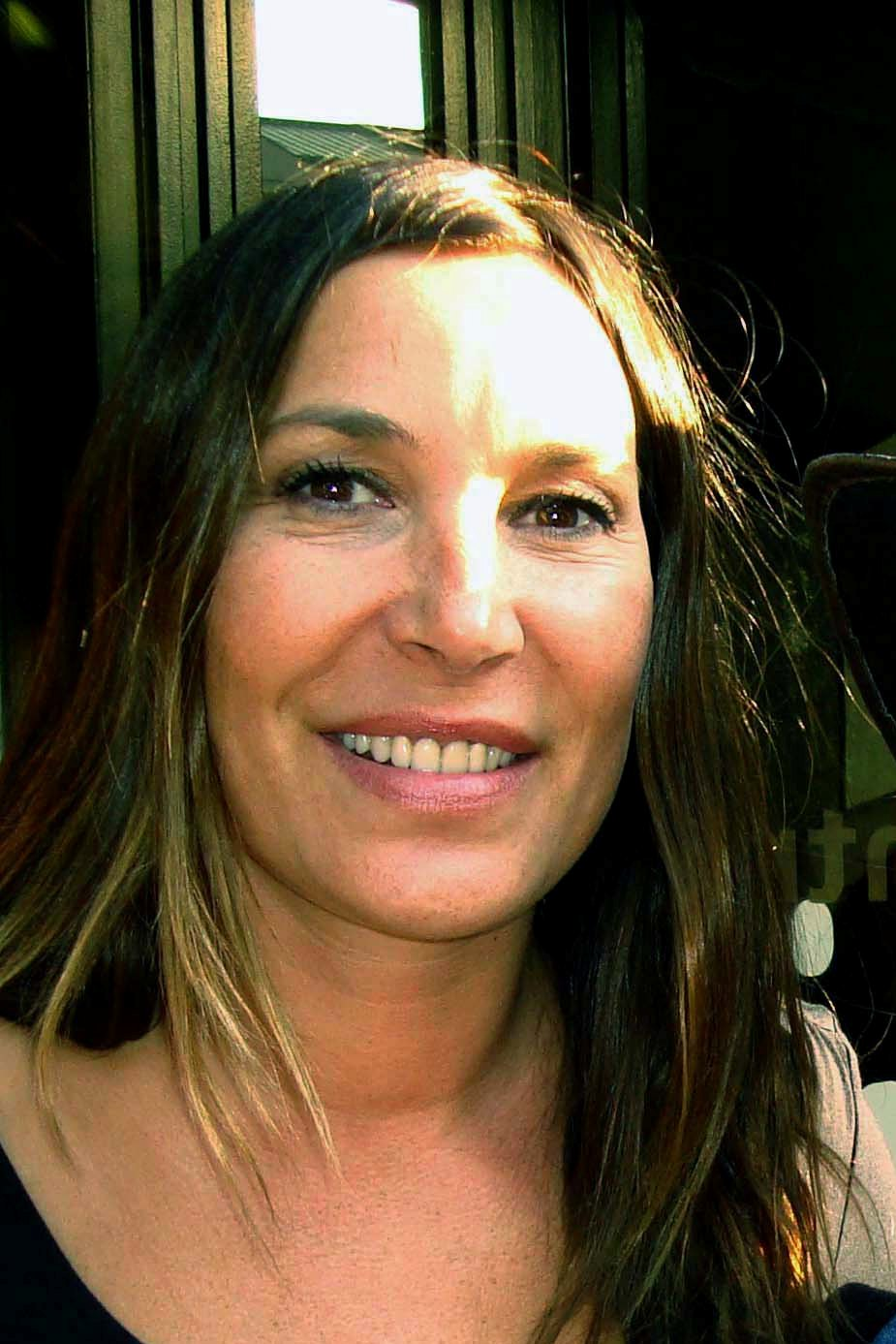
Zazie (2015–2018, 2021, 2023–2024)
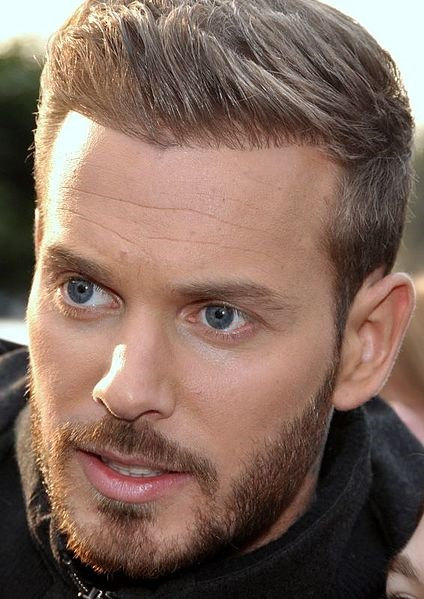
Matt Pokora (2017)
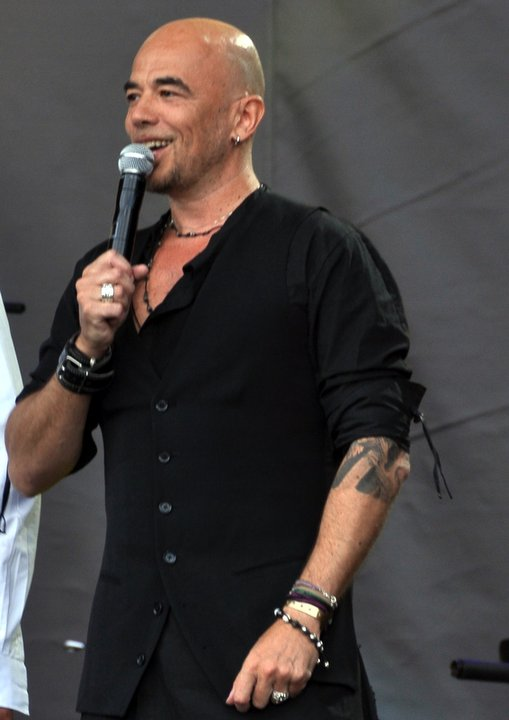
Pascal Obispo (2018, 2020)
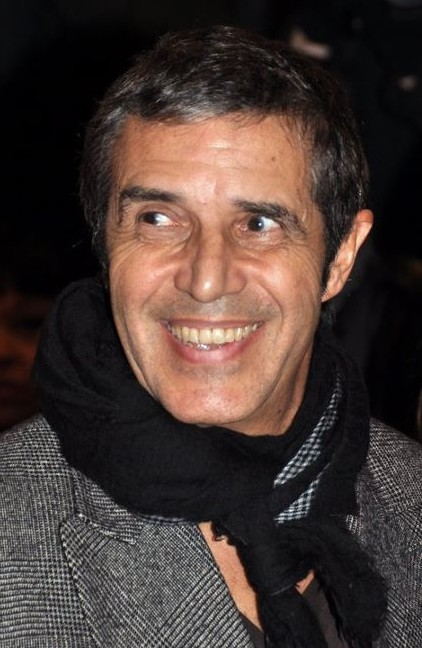
Julien Clerc (2019)
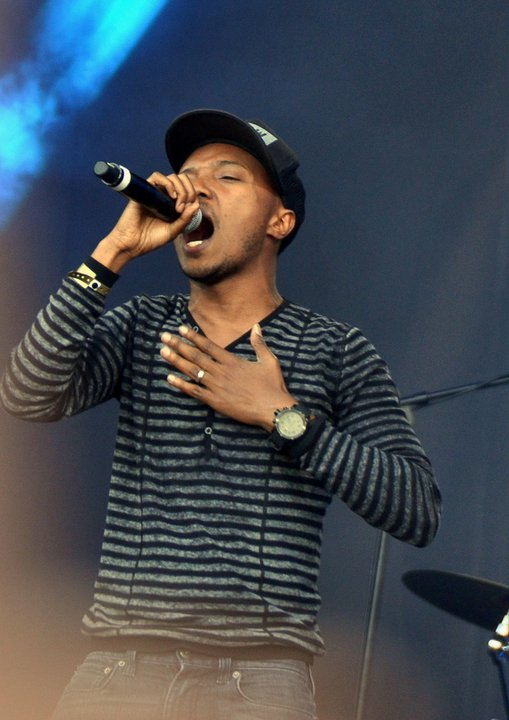
Soprano (2019)
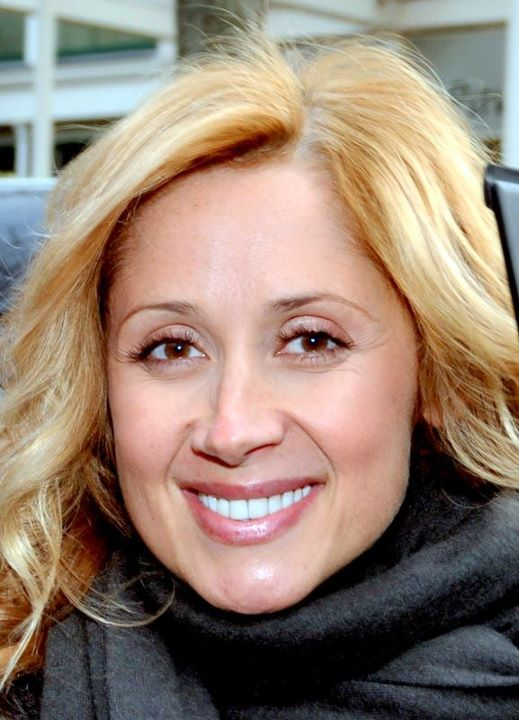
Lara Fabian (2020)
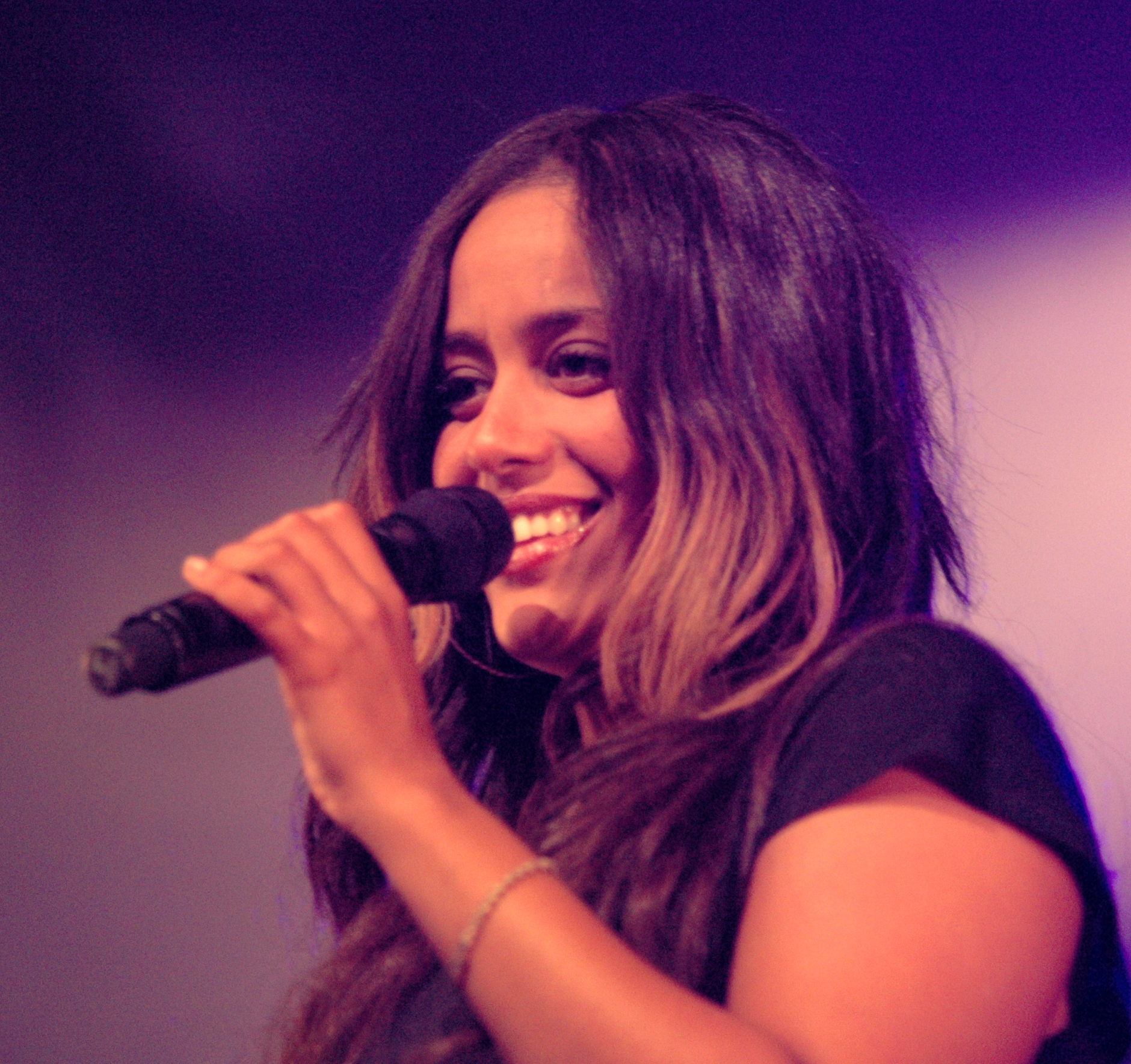
Amel Bent (2020–2023)
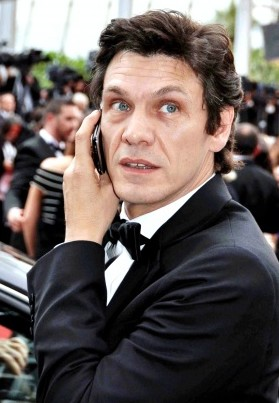
Marc Lavoine (2020–2022)
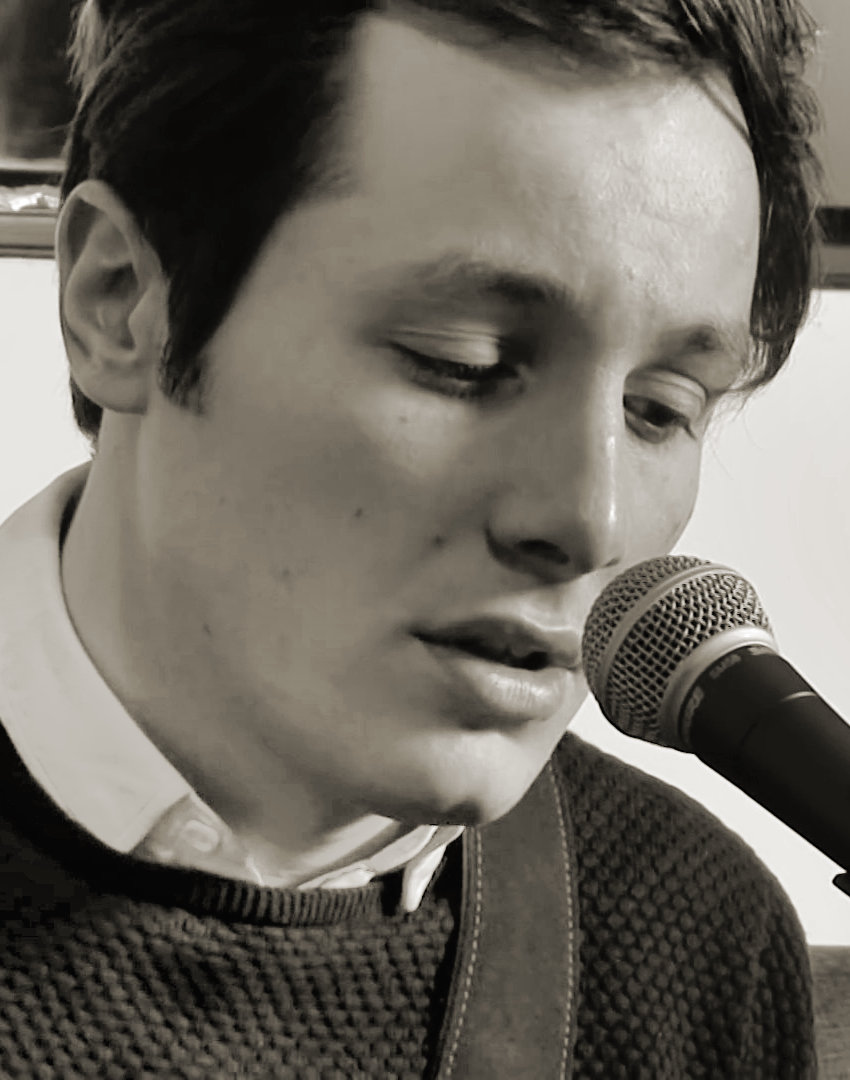
Vianney (2021–presente)
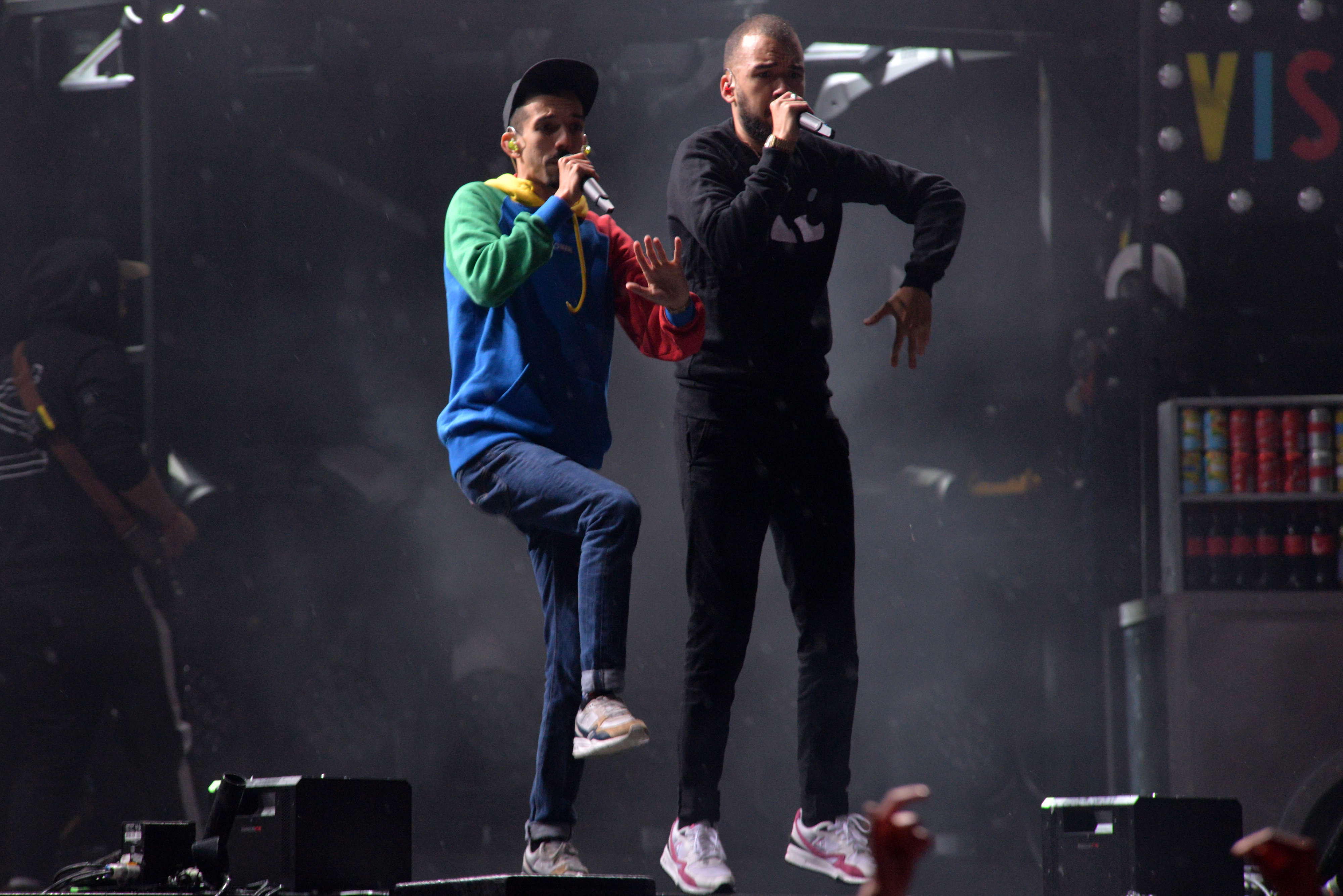
Bigflo & Oli  (2023–2024)
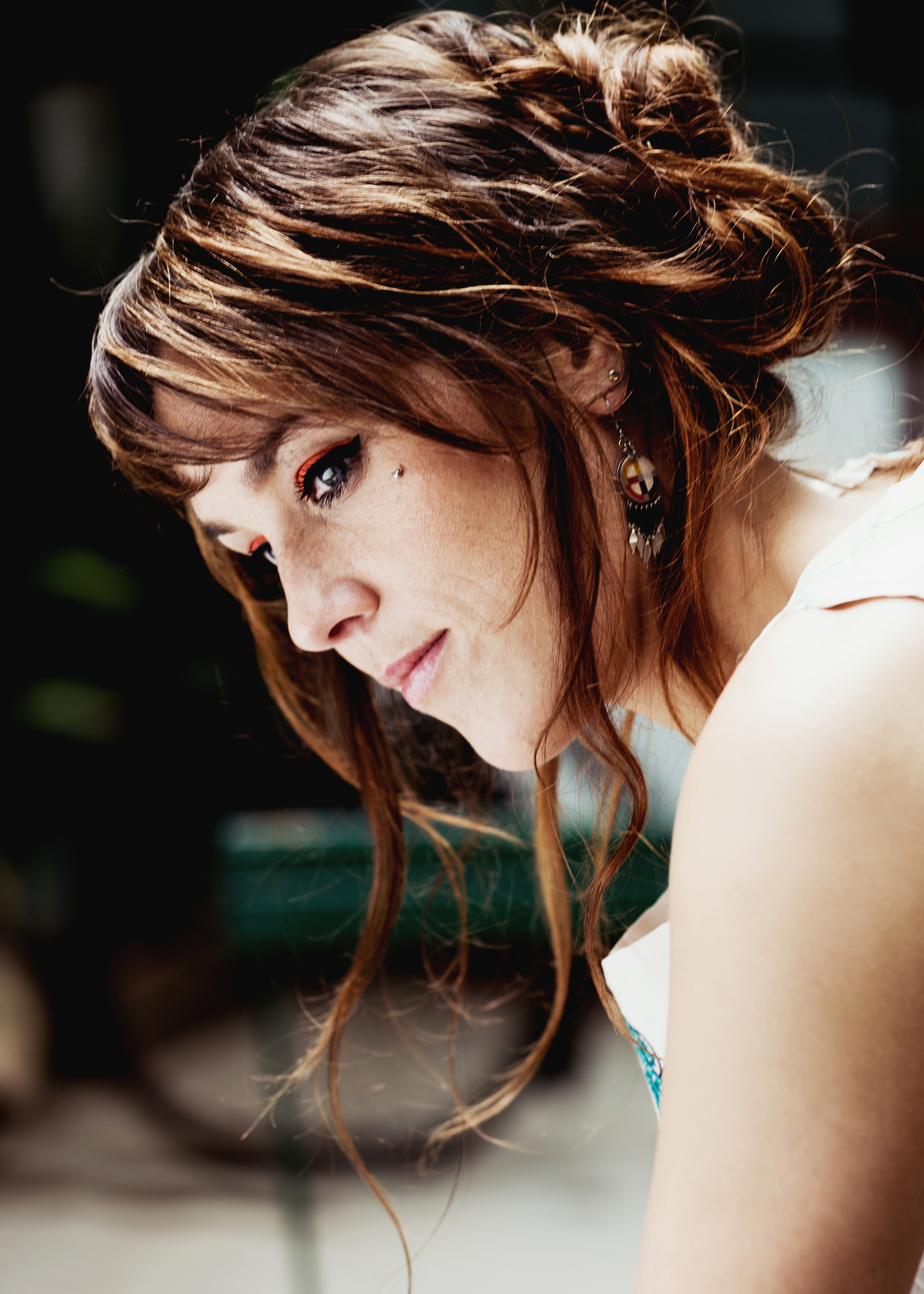
Zaz (2025–presente)
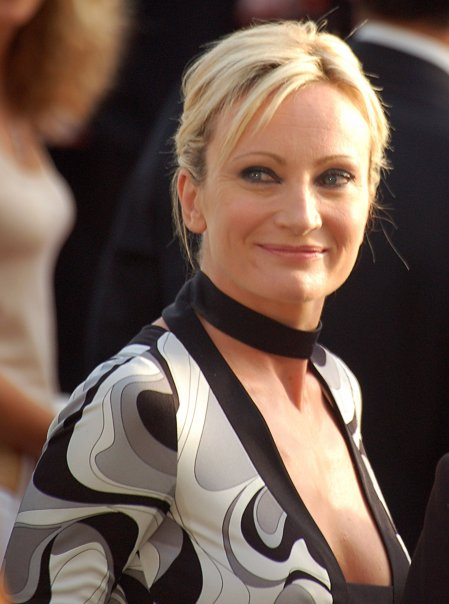
Patricia Kaas (2025–presente)

### Anfitriones
| Temporada            | Temporada | Temporada | Temporada | Temporada | Temporada | Temporada | Temporada | Temporada | Temporada | Temporada | Temporada | Temporada | Temporada | Temporada |
| Presentador          | 1         | 2         | 3         | 4         | 5         | 6         | 7         | 8         | 9         | 10        | 11        | 12        | 13        | 14        |
| -------------------- | --------- | --------- | --------- | --------- | --------- | --------- | --------- | --------- | --------- | --------- | --------- | --------- | --------- | --------- |
| Nikos Aliagas        |           |           |           |           |           |           |           |           |           |           |           |           |           |           |
| Virginie de Clausade |           |           |           |           |           |           |           |           |           |           |           |           |           |           |
| Karine Ferri         |           |           |           |           |           |           |           |           |           |           |           |           |           |           |
| Anaïs Grangerac      |           |           |           |           |           |           |           |           |           |           |           |           |           |           |

Galería de Presentadores
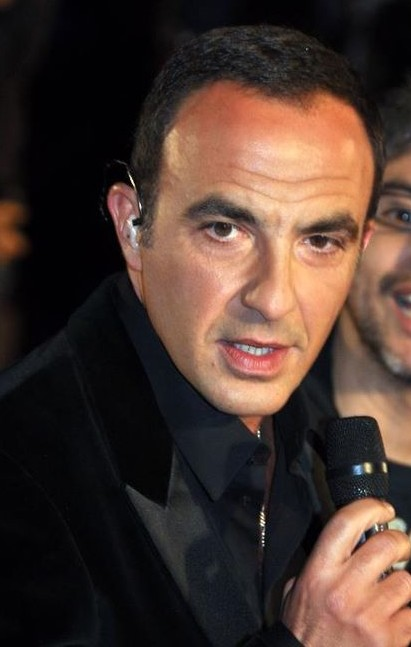
Nikos Aliagas (2012–)
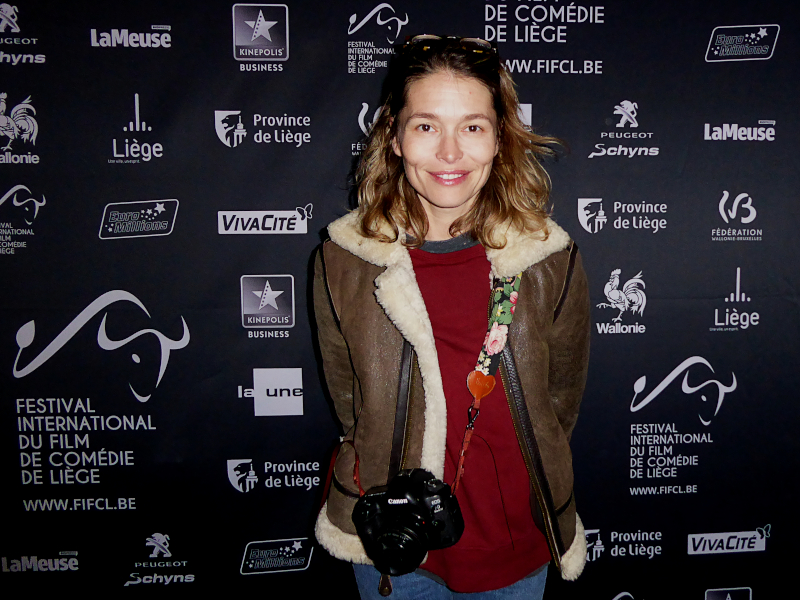
Virginie de Clausade (2012)
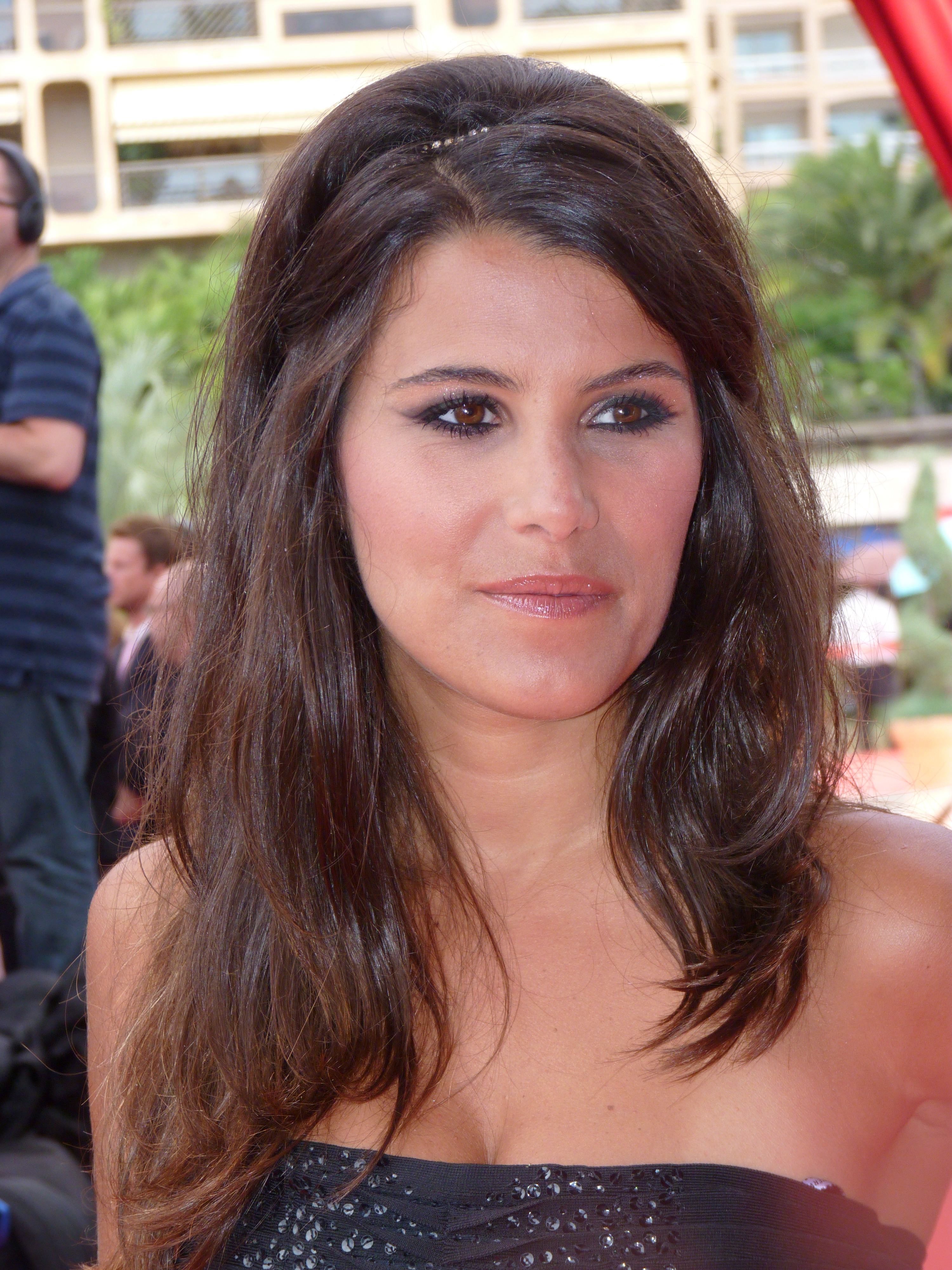
Karine Ferri (2013–2021)

## Resumen de la serie
Advertencia: la siguiente tabla presenta una cantidad significativa de colores diferentes.
| Temporada | Transmitido | Ganador          | Subcampeón          | Tercer Lugar     | Cuarto Lugar     | Entrenador Ganador | Presentadores | Presentadores        | Coaches (Orden de las Sillas) | Coaches (Orden de las Sillas) | Coaches (Orden de las Sillas) | Coaches (Orden de las Sillas) | Coaches (Orden de las Sillas) |
| Temporada | Transmitido | Ganador          | Subcampeón          | Tercer Lugar     | Cuarto Lugar     | Entrenador Ganador | Principal     | Backstage            | 1                             | 2                             | 3                             | 4                             |                               |
| --------- | ----------- | ---------------- | ------------------- | ---------------- | ---------------- | ------------------ | ------------- | -------------------- | ----------------------------- | ----------------------------- | ----------------------------- | ----------------------------- | ----------------------------- |
| 1         | 2012        | Stéphan Rizon    | Louis Delort        | Al.Hy            | Aude Henneville  | Florent Pagny      | Nikos Aliagas | Virginie de Clausade | Florent                       | Jenifer                       | Louis                         | Garou                         |                               |
| 2         | 2013        | Yoann Fréget     | Olympe              | Nuno Resende     | Loïs Silvin      | Garou              | Nikos Aliagas | Karine Ferri         | Florent                       | Jenifer                       | Louis                         | Garou                         |                               |
| 3         | 2014        | Kendji Girac     | Maximilien Philippe | Amir Haddad      | Wesley Semé      | Mika               | Nikos Aliagas | Karine Ferri         | Florent                       | Jenifer                       | Mika                          | Garou                         |                               |
| 4         | 2015        | Lilian Renaud    | Anne Sila           | David Thibault   | Côme             | Zazie              | Nikos Aliagas | Karine Ferri         | Florent                       | Jenifer                       | Mika                          | Zazie                         |                               |
| 5         | 2016        | Slimane Nebchi   | MB14                | Antoine Galey    | Clément Verzi    | Florent Pagny      | Nikos Aliagas | Karine Ferri         | Florent                       | Mika                          | Zazie                         | Garou                         |                               |
| 6         | 2017        | Lisandro Cuxi    | Lucie Vagenheim     | Vincent Vinel    | Nicola Cavallaro | Matt Pokora        | Nikos Aliagas | Karine Ferri         | Florent                       | Mika                          | Zazie                         | Matt                          |                               |
| 7         | 2018        | Maëlle Pistoia   | Raffi Arto          | Yoann Casanova   | Xam Hurricane    | Zazie              | Nikos Aliagas | Karine Ferri         | Florent                       | Zazie                         | Mika                          | Pascal                        |                               |
| 8         | 2019        | Whitney Marin    | Clément Albertini   | Sidoine Rémy     | Pierre Danaé     | Mika               | Nikos Aliagas | Karine Ferri         | Julien                        | Jenifer                       | Mika                          | Soprano                       |                               |
| 9         | 2020        | Abi Bernadoth    | Gustine             | Tom Rochet       | Antoine Delie    | Pascal Obispo      | Nikos Aliagas | Karine Ferri         | Lara                          | Amel                          | Marc                          | Pascal                        |                               |
| 10        | 2021        | Marghe Davico    | Jim Bauer           | Mentissa Aziza   | Cyprien Zéni     | Florent Pagny      | Nikos Aliagas | Karine Ferri         | Florent                       | Amel                          | Vianney                       | Marc                          |                               |
| 11        | 2022        | Nour Brousse     | Mister Mat          | Vike             | Caroline Costa   | Florent Pagny      | Nikos Aliagas | N/A                  | Florent                       | Amel                          | Vianney                       | Marc                          |                               |
| 12        | 2023        | Aurélien Vivos   | Micha               | Jérémy Levif     | Arslane          | Zazie              | Nikos Aliagas | N/A                  | Zazie                         | Amel                          | Vianney                       | Bigflo & Oli                  |                               |
| 13        | 2024        | Alphonse         | Baptiste Sartoria   | Gabriel Lobao    | Iris Fournier    | Zazie              | Nikos Aliagas | N/A                  | Vianney                       | Zazie                         | Mika                          | Bigflo & Oli                  |                               |
| 14        | 2025        | Temporada actual | Temporada actual    | Temporada actual | Temporada actual | Temporada actual   | Nikos Aliagas | Anaïs Grangerac      | Florent                       | Zaz                           | Vianney                       | Patricia                      |                               |